# Transmission de la grippe entre animaux
La transmission de la grippe entre animaux est, avec la grippe aviaire, connue comme la plus fréquente entre volailles, oiseaux d'agrément et oiseaux sauvages.
La voie respiratoire (principalement par simple inhalation de microgouttelettes de mucus produites par la toux et les éternuements) est supposé être la principale modalité de contamination, mais d'autres voies de contagion et de contamination virale de l'environnement sont étudiées comme la voie fécale-orale, et d'autres formes de contamination à partir de cadavres, excréments, urine, plumes... Le chat et autres félins, voire d'autres mammifères (rongeurs notamment), pourraient contribuer à la propagation d'épidémies ou être des facteurs des pandémies. 
Le rôle éventuel de l'homme dans les phénomènes d'émergence, réémergence, dissémination, endémisme ou encore comme agent de contamination des animaux (lors de transports et manipulations d'animaux) reste à préciser. Des études portent aussi sur la sensibilité d'autres mammifères vis-à-vis de virus grippaux humains ou humanisés, et sur leur possible rôle écoépidémiologique. 
Des travaux récents montrent que des virus aviaires de la grippe survivent toute l'année en Afrique tropicale, et que des espèces-relais (volailles ou animaux sauvages) peuvent les faire circuler vers d'autres régions du monde (circulation intra- et intercontinentale), où ils peuvent se recombiner et produire parfois des souches hautement pathogènes. Leur circulation et transmission dépend aussi de facteurs climatiques et biogéographiques relevant de l'écologie du paysage (cf concept de « Landscape epidemiology »).

## Concepts écoépidémiologiques

### « Barrière des espèces »
Franchissement de la barrière des espèces : jusque dans les années 1970, il est considéré que les virus en général et grippaux en particulier respectaient la « barrière des espèces », et que les virus « animaux » n'infectaient pas l'Homme. Mais on sait maintenant que si cela reste rare, cela arrive : l'homme comme mammifère peut infecter le chat, le porc, la volaille avec des virus grippaux humains, et inversement être infecté par la volaille, des oiseaux et peut-être d'autres espèces.

### « Espèces-creuset »
Une espèce « creuset »  est une espèce chez laquelle deux virus grippaux différents peuvent se recombiner pour produire un nouveau variant susceptible de provoquer une nouvelle épidémie voire une pandémie.  
Il y a maintenant un fort consensus sur le fait que de la recombinaison de gènes humains et aviaires peut naître un nouveau sous-type de virus grippal.
L'idée consensuelle la plus courante au début des années 2000 est que les oiseaux d'eau migrateurs - notamment les canards sauvages - constitueraient le réservoir naturel et premier des virus de la grippe aviaire, et que le porc serait le creuset « idéal ». Cependant, le virus infecte d'autres espèces que les oiseaux : c'est du moins le cas de mammifères (porc, chevaux, phoques, cétacés, félins, furet, souris) et il est même probable qu'il ait récemment  élargi son éventail d'organismes hôtes. Les oiseaux d'élevage, dont l'autruche, peuvent aussi servir de creuset pour le réassortiment de gènes viraux.
Selon le sous-type viral, le variant concerné et les circonstances, le virus peut passer du cheval au chien de l'oiseau au chat et de l'homme au chat (exemples détaillés plus bas).

### « Espèces-relais »
Pour le CIRAD, une « espèce relais » est une espèce pouvant connecter entre elles une population-réservoir (au sein de laquelle le virus est maintenu ; canards sauvages typiquement) et une « population naïve » (c'est-à-dire n’ayant jamais eu de contact avec ces souches virales et donc sans défense immunitaire à leur égard) et que l’on voudrait protéger (ex : élevage de poulets, dindes, etc.). Il peut s'agir d'espèces « attirées dans les élevages par la disponibilité de points d’eau et de nourriture »
Parmi les espèces relais identifiées par le CIRAD figurent les hirondelles et plusieurs espèces de passereaux pouvant transporter le virus sur de grandes distances. 
Selon le CIRAD, « limiter les contacts entre oiseaux domestiques et espèces relais » serait donc un nouveau « moyen de maîtriser la transmission de la grippe aviaire bien plus simple à mettre en œuvre que le contrôle de la maladie chez les canards sauvages ».

## La résistance immunitaire
Certains polluants et certains microbes induisent chez l'animal (ou l'homme) une diminution de la résistance immunitaire, qui peut contribuer aussi à permettre à un microbe ou virus de mieux s'exprimer et donc d'avoir plus de chance de circuler et se reproduire (ainsi le HIV et la malaria ont parfois progressé ensemble.

## Enjeux et questions
- Si vous ne connaissez pas le sujet, laissez ce bandeau (vous pouvez alors contacter les auteurs).
- Si vous supprimez le contenu mis en cause (vous pouvez préalablement contacter les auteurs),

argumentez précisément cette suppression dans la page de discussion
(un manque de référence n'est pas un argument ; une recherche réelle de référence doit avoir été effectuée, être formellement documentée).
De nombreux mammifères (carnivores, omnivores ou herbivores, terrestres et aquatiques) se sont montrés sensibles à des virus grippaux, parfois aviaires ou humains. Ces animaux jouent-ils un rôle dans la diffusion du virus ? Peuvent-ils aussi être infectés par le contact avec l'homme ou ses excréments ? Ces questions sont cruciales pour la compréhension éco-épidémiologique de la grippe et de ses impacts, comme pour sa prévention. Il semble que oui, car des épidémies aviaires apparaissent dans des élevages qui semblent respecter les mesures de biosécurité recommandées pour s'en prémunir (évitement du contact avec les oiseaux sauvages et les fomites).
Dès 1918, on avait identifié que le porc peut être infecté à la fois par des virus grippaux humains et aviaires ; il pourrait être une espèce-creuset ou vectrice. Les rats et les souris pourraient jouer un rôle important de vecteur  intermédiaires pour la transmission du virus entre les oiseaux sauvages et les volailles (et entre volailles) dans les élevages avicoles. Ces rongeurs quand ils ont été expérimentalement infectés présentent de fortes concentrations virales dans les poumons et les sinus nasaux. On a démontré en laboratoire la présence de virus dans les lavages nasaux et dans la salive des rongeurs infectés, mais aussi des transmissions par contact à des animaux « naïfs » (non-infectés, non immunisés). Éliminer proactivement le virus des populations de  rongeurs infectés pourrait donc jouer un rôle dans la transmission à la volaille ; en 2017, des chercheurs comme Francisca et ses collègues (2017) recommandent des études de terrain et expérimentales pour évaluer sur la base de preuves solides le rôle des rongeurs dans l'épidémiologie de la grippe animale. ils recommandent une lutte préventive et active contre les rongeurs à proximité des élevages d'espèces vulnérables à la grippe aviaire (les rongeurs étant par ailleurs connu comme vecteurs de nombreux microbes et parasites).

## Exemples

### Le cas des oiseaux
L'oiseau semble le plus souvent acquérir la maladies en inhalant le virus (une étude a porté sur des souches H5N1 isolés chez les oiseaux d'élevage de fédération de Russie et des pays de la CEI ; elle a montré que la transmission par voie aérienne était dans ces cas 30 fois plus efficace que par inoculation intranasale, 500 fois plus que par voie orale et 10 000 fois plus que par voie intragastrique, ce qui confirme la perméabilité des organes respiratoires au virus. De plus, chez des poulets infectés expérimentalement par un aérosol d'une souche (sous-type H5N1 A/Chicken/Kurgan/05/2005) étudiée à partir de transmission par aérosol ont été trouvés dans la muqueuse des fosses nasales, des poumons, du cloaque, le sérum et les reins, où l'accumulation de virus viable n'a été détectée par 18 h après-infection (pi). Les titres plus élevés de virus ont été observés 54 h p.i. dans les poumons, le sérum et les reins, d'atteindre la valeur de 8,16 lg DIE50 / g (ml) dans les poumons. Les résultats ont montré que les oiseaux infectés par voie aérosol mis au point des « titres » (quantité de virus produits) plus élevés  que ceux infectés par d'autres voies).
Le rôle écoépidémiologique des oiseaux sauvages dans la circulation virale de la grippe aviaire en Afrique est peu à peu précisé en particulier pour les virus hautement pathogènes, dont grâce à un programme Gripavi (2007-2011) piloté par CIRAD pour mieux comprendre la dynamique de virus tels que le H5N1 (réapparu en 2015 à la fois chez les volailles et oiseaux sauvages en Afrique de l’Ouest, au Moyen-Orient et en Europe de l’Est où pourtant il n’avait plus été depuis quelques années, avec en 2015 143 humains infectées par ce variant, ce qui n’était pas arrivé depuis 2003) ; dans le même temps de nouvelles souches H5 aviaires et hautement pathogène sont apparues (en Amérique du nord et non pas en Asie), provenant d’une recombinaison entre souches eurasiennes et américaines sources de pertes importantes dans les élevages nord-américains de volaille.
Le projet Gripavi a montré que contrairement à ce qu’on pensait les virus de la grippe aviaire survivent en toutes saisons en Afrique tropicale, bien qu’avec des cycles saisonniers et contraints dans leur transmission par certains facteurs écologiques ; Le CIRAD pense avoir identifié les principales espèces impliquées dans cette persistance mais note que ces virus diffèrent génétiquement de ceux identifiés dans les régions tempérés ou boréales. On sait qu’il existe des espèces réservoir et des animaux (canards notamment) qui transportent des virus en étant porteurs sains. 
Le CIRAD plaide pour une « standardisation des données » et une « veille sanitaire globale » concernant les souches virales trouvées chez les oiseaux sauvages et insiste sur l’importance des contextes écoépidémiologiques et en particulier sur le rôle d’«espèces relais » qui pourraient être mieux suivies« ouvrant ainsi de nouvelles perspectives pour prévenir plus facilement la dissémination de la maladie ».

### Du cheval au chien
En 2004, un virus de grippe équine (A H3N8) a touché de nombreux chevaux aux États-Unis. 
Aux États-Unis, le A H3N8 est passé du cheval à des chiens de course (lévriers) en 2004 puis à de nombreux chiens de compagnie en 2005 (plus de 20 000 chiens touchés), sans perdre de sa pathogénicité.
En 40 ans de suivi, il ne semble pas qu'un virus équin soit passé à d'autres espèces ou à l'homme, mais la Dr. Cynda CRAWFORD (vétérinaire, Univ. Floride) alerte :
- Ce virus émergent est passé chez le chien. Et le chien pourrait aussi être le creuset ou l'hôte amplificateur de virus influenza animaux.»
- Aucun  cas documenté avant 2005 ne prouvait une transmission du H5N1 aviaire au chien, mais ce virus est déjà passé chez le chat et chez des félidés sauvages… et en 2005/2006, de nombreux chiens ont montré (par analyse sérologique) qu'ils avaient développé une immunité contre au moins un variant du H5N1.

Ce cas rappelle l'importance du risque lié aux transports d'animaux par l'homme pour le développement d'une zoonose de ce type.

## Le cas du chat
Le chat présente des caractéristiques particulières qui pourraient lui faire jouer un rôle dans les épidémies. Des chats se sont montrés touchés en Thaïlande par le H5N1, comme d'autres félins en Asie du sud-Est.
Au moins quatre études depuis 1964 ont donné d'abord des indices, puis des preuves incontestables que le chat domestique pouvait être porteur (parfois asymptomatique) de certains virus grippaux humains ou humanisés. Lors de ces études, faites avec trois virus grippaux, le chat s'est toujours montré facile à infecter (autant l'adulte que le chaton). Une fois infecté, le chat s'est toujours montré très contagieux pour ses semblables. 
Dans toutes ces expériences, le chat s'est montré très contagieux pour d'autres chats. Et lors de la seule expérience faite à ce sujet, il a pu acquérir la grippe de l'Homme, après un contact de deux minutes seulement avec un humain grippé.
- Dans les premières expériences, les chats ont excrété des virus sans symptômes apparents de grippe.
- Mais lorsqu'ils ont été infectés avec le H5N1 HP (hautement pathogène), les chats sont morts avec les symptômes qu'on a retrouvé chez l'homme en Asie de 2003 à 2006, et dans le monde lors de la pandémie de 1918.

Le virus est alors retrouvé dans le système respiratoire du félin, mais aussi dans son système digestif, quelle que soit la voie d'inoculation (manger du poulet cru contaminé suffit).  Le virus est également retrouvé dans les tissus lymphoïdes… lesquels sont présents dans l'intestin, notamment chez les individus jeunes.
En août 2005, très peu de vétérinaires et médecins savaient que les chats étaient sensibles au H5N1. Un rappel de l'OMS a été l'occasion de faire un point sur la question.

## Impacts de l'Homme et de ses activités
L'homme peut aussi par ses activités favoriser certains pathogènes ou parasites à grande échelle. Il peut aussi lui-même infecter l'animal par des microbes « zoonotiques », qui devient alors un relais multiplicateur ;
- Des souches typiquement humaines de virus ont été isolées chez le porc et sur les bovins ;
- Des anticorps correspondant à des virus humains ont été trouvés dans des sérums de porc, de chevaux et de volailles… mais aussi bovins, moutons, chien, chat et le porc ;
- Des souches humaines ont été expérimentalement transmise au cheval et au porc.

En France, des anticorps correspondant à des souches humaines de virus grippal ont souvent été mises en évidence chez des animaux d'élevage (De même il semble que des éleveurs hébergent souvent en eux des souches de microbes devenus résistants aux antibiotiques qui sont distribués par ces mêmes éleveurs à leurs animaux (phénomène détecté dans le secteur porcin en France), ce qui suggère un risque aggravé de surinfections nosocomiales en cas de pandémie. 
Certes, dans les cas étudiés, sauf pour le H5N1, ou le virus pandémique de 1918 reconstitué, les animaux infectés par un virus grippal humain semblent toujours développer une grippe atténuée (sub-clinique ou inapparente). 
Mais même si tel était toujours le cas, on sait qu'ils expriment alors le virus un certain temps (qui se mesure en jours ou en semaines) ; et durant ce temps, ces animaux peuvent potentiellement s'intégrer dans un cycle épidémiologique de transmission de grippe humaine. Des experts estiment cette contribution assez secondaire, mais l'existence possible de réservoirs artificiels de virus humains dans les zones d'élevage industriel reste préoccupante.